# Fannia subpubescens
Fannia subpubescens är en tvåvingeart som beskrevs av Collin 1958. Fannia subpubescens ingår i släktet Fannia och familjen takdansflugor. Arten är reproducerande i Sverige. Inga underarter finns listade i Catalogue of Life.